# 重力拱坝

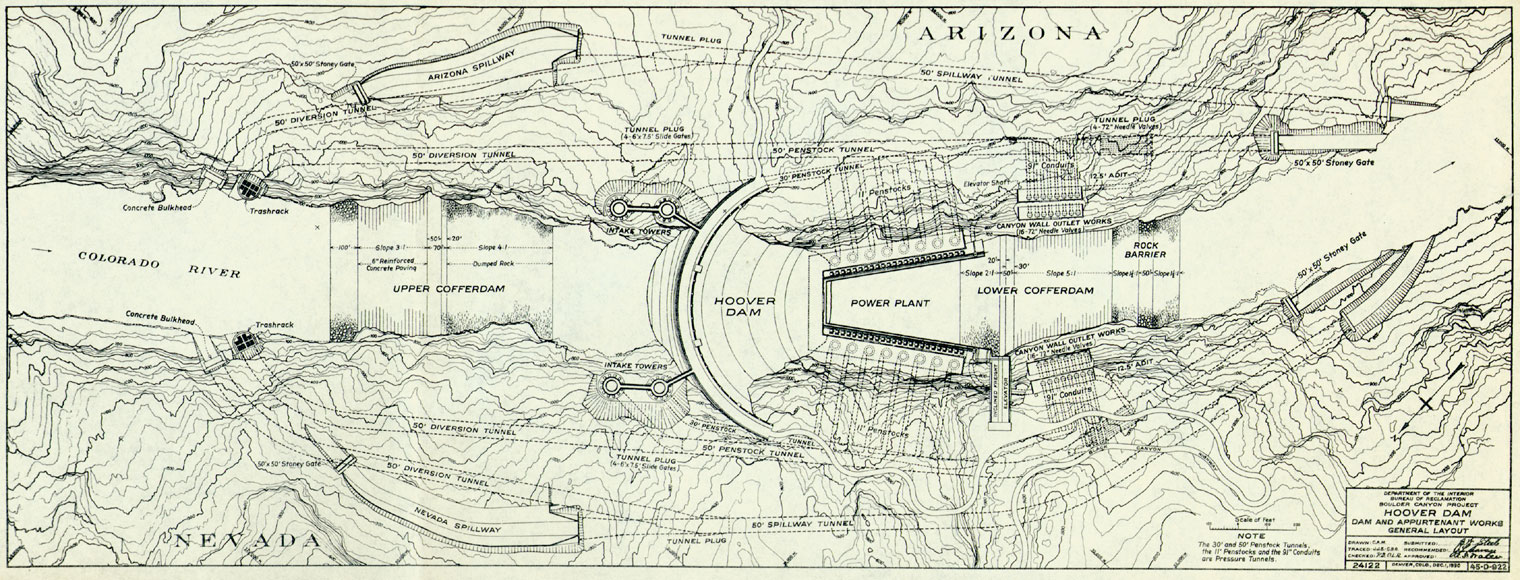
胡佛坝为重力拱坝

重力拱坝是一类大坝。在水平面为拱坝，向上游迎水面凸出，把水压通过坝体承压传导给左右坝肩基岩。重力拱坝比重力坝更薄。坝体承受的荷载大部分借悬臂梁的作用传给坝基；小部分借拱的作用传给两岸。拱的作用较小，故坝底厚度一般为坝高的35%～60%。

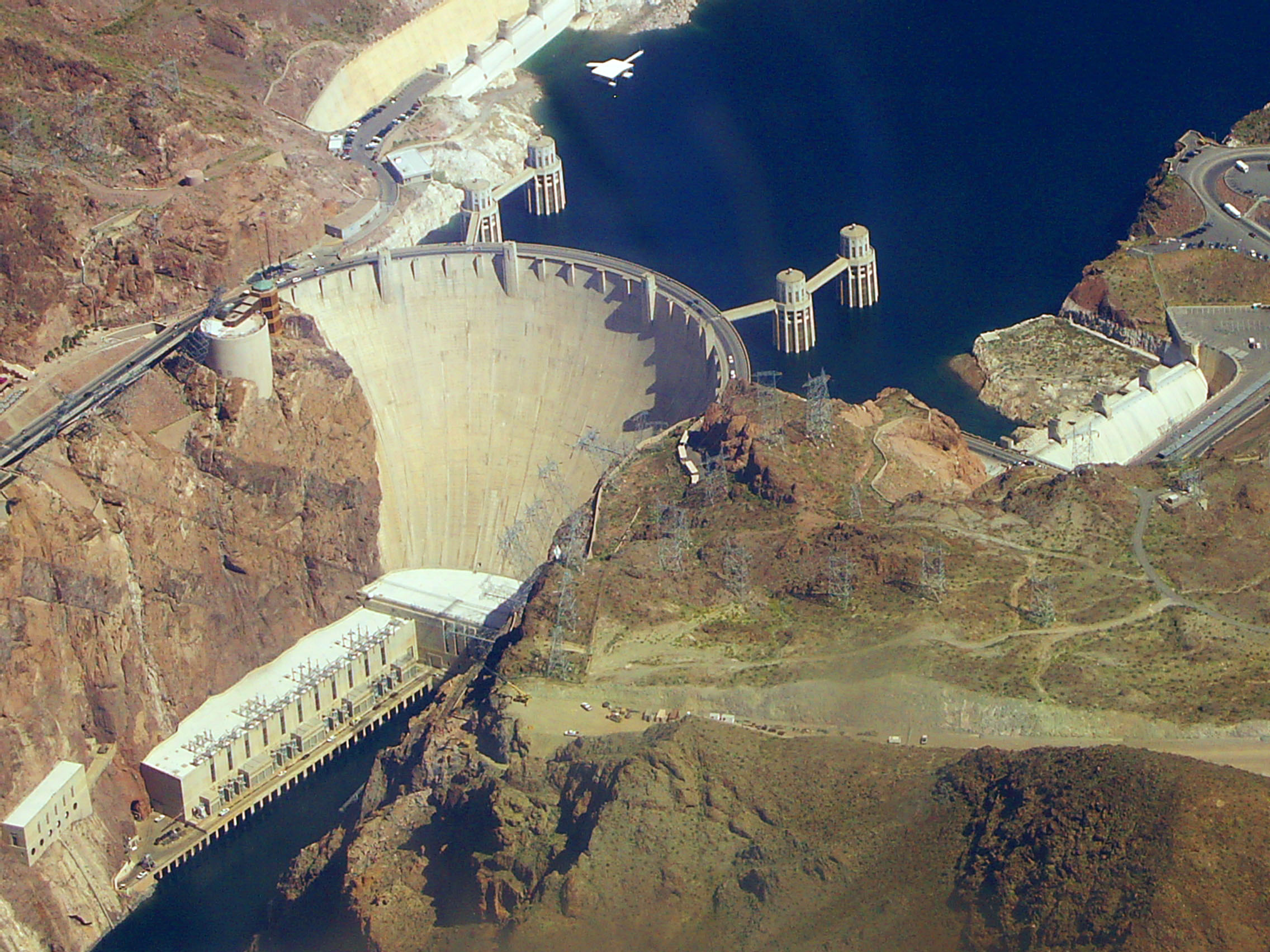
胡佛坝鸟瞰